# Otago Settlers Museum

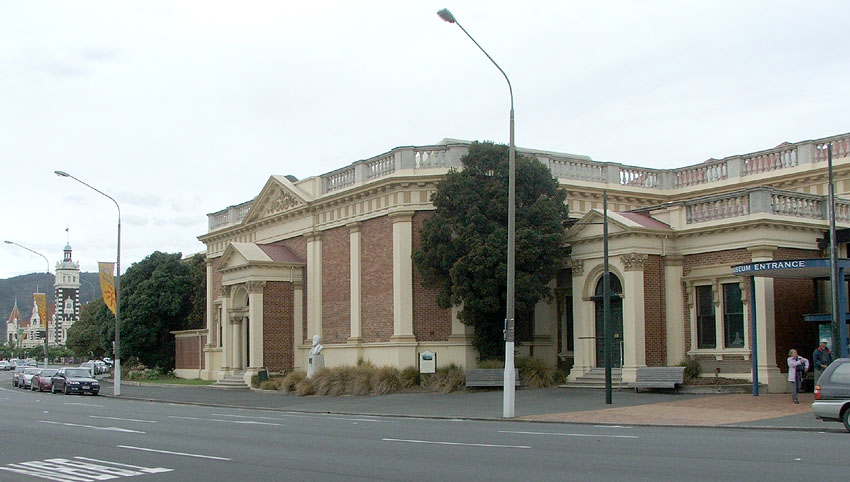
Otago Settlers Museum, 1908 als Early Settler's Hall erbaut

Das Otago Settlers Museum, ursprünglich Otago Early Settlers' Museum genannt, ist ein regionales Museum für Siedlungsgeschichte und Transportwesen in Dunedin, Otago auf der Südinsel von Neuseeland. Das Museum wurde nach seiner Renovierung und Wiedereröffnung im November 2012 in Toitū Otago Settlers Museum umbenannt.

## Namensbedeutung
Toitū kann verschieden übersetzt werden: für immer erhalten, unberührt, rein gehalten, oder 'toi' für streben, verfolgen und 'tū' für immer festgehalten. Der Name wurde von der Gutachterkommission des lokal ansässigen Māori-Stamm der Ngāi Tahu vorgeschlagen und vom Rat der Stadt Dunedin im Juni 2012 beschlossen.

## Geschichte
Die Grundlage für das Museum wurde mit der Gründung der Otago Early Settlers' Association im Jahr 1898 gelegt. Das Museum selbst eröffnete am 23. März 1908 und deckt heute die regionale Geschichte der alten Provinz Otago, beginnend mit Kartografierung der Küste durch den Kapitän und Seefahrer James Cook im Frühjahr 1770, über die erste europäische Besiedlung und Erforschung Otagos zwischen 1810 und 1850 und über den Goldrausch in Otago 1861 mit der beginnenden Blütezeit der Stadt Dunedin, bis hin zu den Schwierigkeiten und Herausforderungen der Region im 20. Jahrhundert ab.
Die Geschichte des Museums reicht zurück bis in das Jahr 1873. Schon im März dieses Jahres gab es erste Überlegungen zum 25. Jahrestag der Provinzgründung eine Early Settlers' Association zu formen. Dies geschah dann aber erst im April 1898 mit der Gründung der Otago Early Settlers' Association, kurz nach der 50. Jubiläumsfeier zur Stadtgründung von Dunedin, die im März stattgefunden hatte. Ziel dieser Association war, alle verfügbaren Daten über die Geschichte der frühen Besiedlung Otagos zu sammeln und für spätere Erinnerungs-Veranstaltungen der Siedler zu sichern und aufzubereiten. Erster Präsident der Vereinigung wurde E. B. Cargill, Sohn des Kapitän William Cargill, Mitbegründer von Dunedin. Lachlan Langlands, wurde ein Jahr später der erste Sekretär der Vereinigung und rettete sie durch sein Engagement vor dem Zusammenbruch.

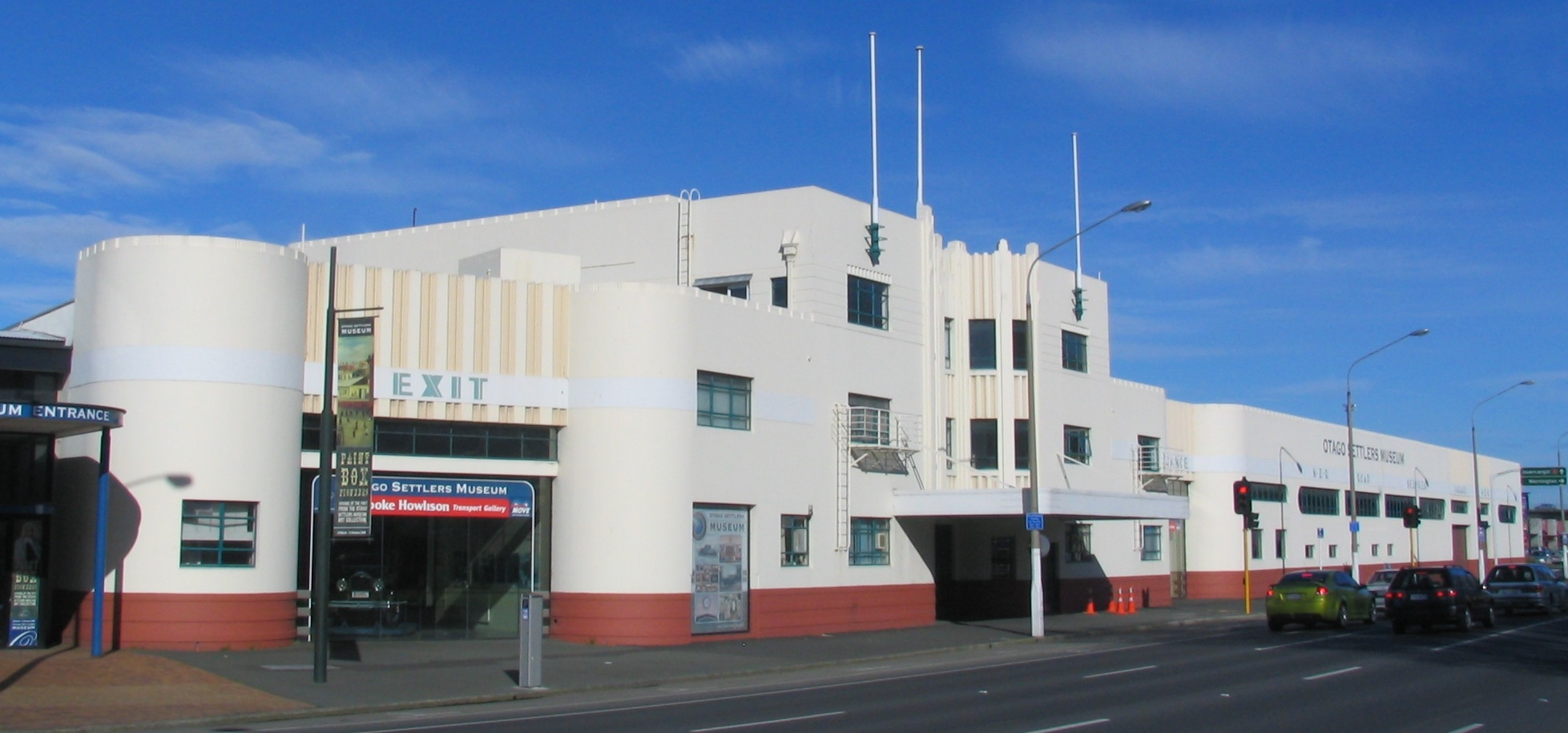
Otago Settlers Museum, 1939 als N.Z. Railway Road Services (Busbahnhof) erbaut

1904 wurde ein Grundstück für 1.425 Neuseeland-Pfund am Moray Place in Dunedin für den Bau einer Settlers' Hall erworben. Am 23. März 1908, zum 60. Jahrestag der Stadtgründung, wurde die Otago Early Settlers' Hall schließlich nach sechsmonatiger Bauzeit feierlich eröffnet. Das Gebäude, das diverse Räume für die Otago Early Settlers' Association vorhielt, verfügte über einen Museumsraum, der an diesem Tag der Öffentlichkeit erstmals zugänglich gemacht wurde. Der Raum, heute als Smith Gallery bekannt, war ein Raum der Erinnerung an die ehemaligen ersten schottischen Siedler und war mit entsprechenden Bildern gefüllt.
1991 kaufte die Otago Early Settlers' Association das in der nahen Nachbarschaft liegende und 1939 im Art Déco-Stil errichtete Gebäude des N.Z. Railway Road Services (alter Busbahnhof) und nutzte es von da an für die Ausstellungsstücke zum Transportwesen. 1994 wurden alle Gebäude inklusive der Museumsstücke und der Archivdaten dem Dunedin City Council als Schenkung übergeben.

## Das Museum heute
Das Museum umfasst heute eine Ausstellungsfläche von rund 1670 m2 und strukturiert sich wie folgt:
- Across the Ocean Waves – Ständige Ausstellung, die die Lebenssituation der Siedler auf einem Segelschiff während der mehrmonatigen Überfahrt anschaulich darstellt und dokumentiert.
- Kai Tahu – Ständige Ausstellung, die 150 Jahre Besiedlung durch Europäer aus Sicht und Erfahrung der Māori darstellt.
- Windows on a Chinese Past – Ständige Ausstellung, die das entbehrungsvolle und leidvolle Leben der chinesischen Einwanderer und Arbeiter in den Goldminen Otagos seit ihrer ersten Ankunft in Dunedin im Jahr 1865 darstellt.
- Hall of History – Ständige Ausstellung, die das Leben der europäischen Siedler in Dunedin und in der Provinz Otago darstellt.
- Smith Gallery – Bildergalerie der Siedler der "ersten Stunde".
- Cooke Howlison Gallery – Ständige Ausstellung, die das Transportwesen Otagos der vergangenen Tage dokumentiert.
- Josephine – Ausstellung der ältesten noch existierenden Lokomotive Neuseelands. Josephine wurde von Robert Fairlie entwickelt und in der Vulcan Foundry in Lancashire 1871/72 gebaut. Sie erreichte im August 1872 in Teilen Port Chalmers, wurde dort zusammengebaut, bestand ihre Jungfernfahrt im Oktober 1872 und tat ihren Dienst bis 1916.

Im September 2008 startete das Museum ein vierstufiges Renovierungsprojekt (I – neue 3.000 m2umfassende Lagerfläche, II – Renovierung des Gebäudes des alten Busbahnhofs und des Archivs, III/IV – Klimatisiertes Fotoarchiv, neue Arbeitsplätze für Mitarbeiter und ein Selbstbedienungs-Forschungsbereich). Nach einer Investition von 38,5 Millionen NZ$ wurde das Museum im November 2012 wiedereröffnet.

## Fotogalerie

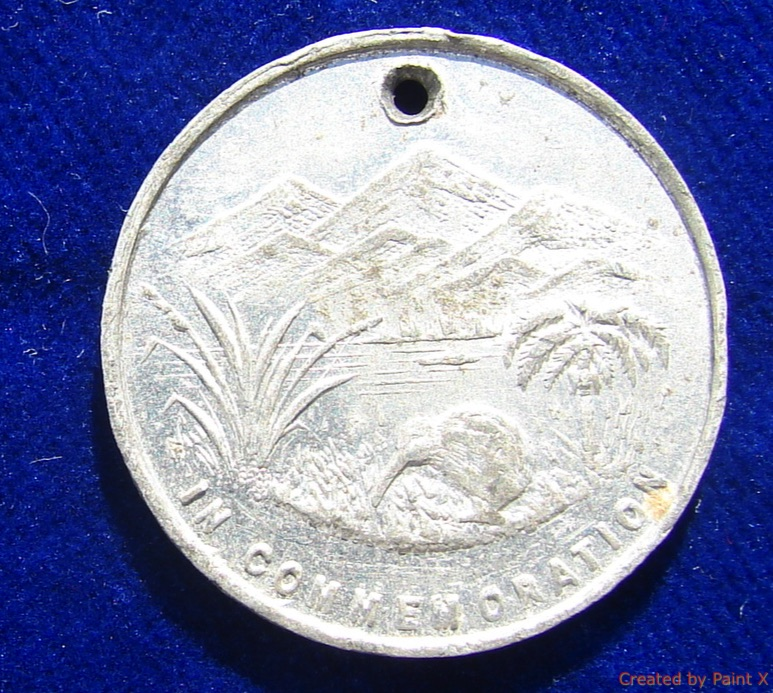
Otago Diamond Jubilee Medaille vom 23. März 1908. Vorderseite. Nach der Eröffnung der Early Settlers Hall um 11.30 h wurde diese Medaille am Nachmittag an die an der Jubiläumsfeier teilnehmenden Kinder verteilt.
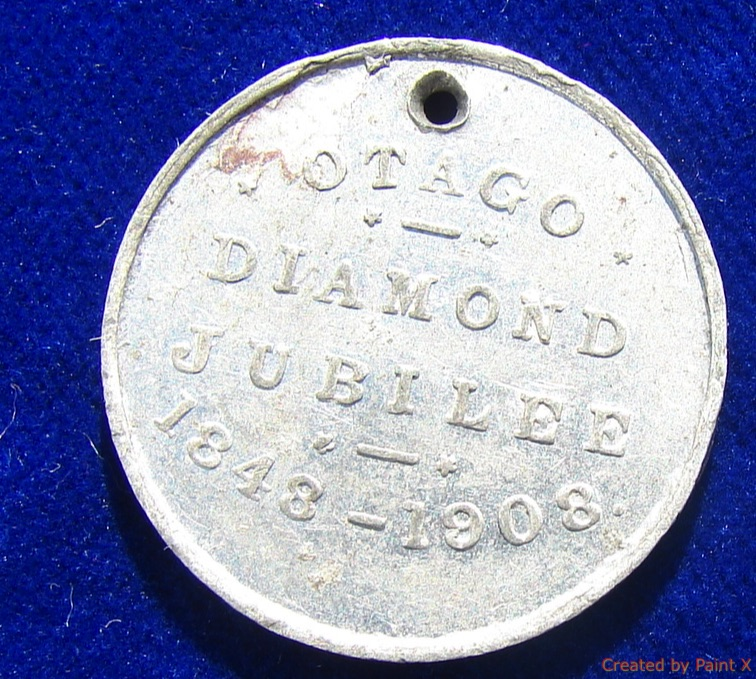
Otago Diamond Jubilee Medaille vom 23. März 1908. Rückseite.